# Nacionalno prvenstvo ZDA 1918
Nacionalno prvenstvo ZDA 1918 v tenisu.

## Moški posamično
Robert Lindley Murray :  Bill Tilden  6-3 6-1 7-5

## Ženske posamično
Molla Bjurstedt :  Eleanor E. Goss  6-4, 6-3

## Moške dvojice
Bill Tilden /  Vincent Richards :  Fred Alexander /  Beals Wright 6–3, 6–4, 3–6, 2–6, 6–4

## Ženske dvojice
Marion Zinderstein /  Eleonora Sears :  Molla Bjurstedt /  Mrs. Rogge 7–5, 8–6

## Mešane dvojice
Hazel Wightman /  Irving Wright :  Molla Bjurstedt /  Fred Alexander 6–2, 6–4